# Quand le cœur chante
Pour plus de détails, voir Fiche technique et Distribution.
Quand le cœur chante est un moyen métrage français réalisé en 1938 par Bernard Roland et sorti en 1939.

## Fiche technique[2]
- Titre : Quand le cœur chante
- Réalisation : Bernard Roland
- Scénario : Valentin Tarauld
- Dialogues : Yvan Noë
- Décors : Jean Tournon
- Conseiller artistique : Henri Contet
- Photographie : Georges Asselin
- Son : Marcel Royné
- Musique : Antonio Pareira
  - Lyric : Mon beau ciel d’amour, paroles de Paulette Beyer - interprétation par G. Lambros (à confirmer)
  - Lyric : Amour de l’accordéon, paroles d'Henri Bataille - interprétation par C. Dauvia (à confirmer)
- Arrangements : Harry Parsons
- Société de production : Films Spardice
  - Co-production : Éditions Musicales
- Direction de production : René Pouyanne
- Pays :  France
- Format : noir et blanc
- Genre : film musical
- Durée : 41 minutes
- Année de sortie : 1939

## Distribution
- Georges Lambros : Sanchez
- Véra Flory : Christiane
- Charlotte Dauvia : Charlotte
- Maurice Martelier
- Claire Gérard
- Roger Henriquel
- Paul Demange
- Jean Temerson
- Jean Jal
- Maurice Marceau
- Robert Ralphy
- José Casa
- Henri Contet